# جيم غراهام
جيم غراهام (بالإنجليزية: Jim Graham)‏ هو محامي وسياسي أمريكي، ولد في 26 أغسطس 1945 في المملكة المتحدة، وتوفي في 11 يونيو 2017 في واشنطن العاصمة في الولايات المتحدة بسبب مرض معد. انتخب عضو المجلس المحلي ‏ واشنطن العاصمة (1999 – 2015).